# トーマス・フィンケ

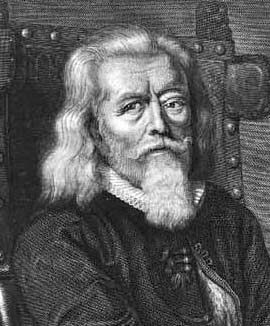
トーマス・フィンケ

トーマス・フィンケ（Thomas Fincke、1561年1月6日 - 1656年4月24日）は、デンマークの数学者、物理学者。60年以上にわたりコペンハーゲン大学の教授を務めた。

## 経歴

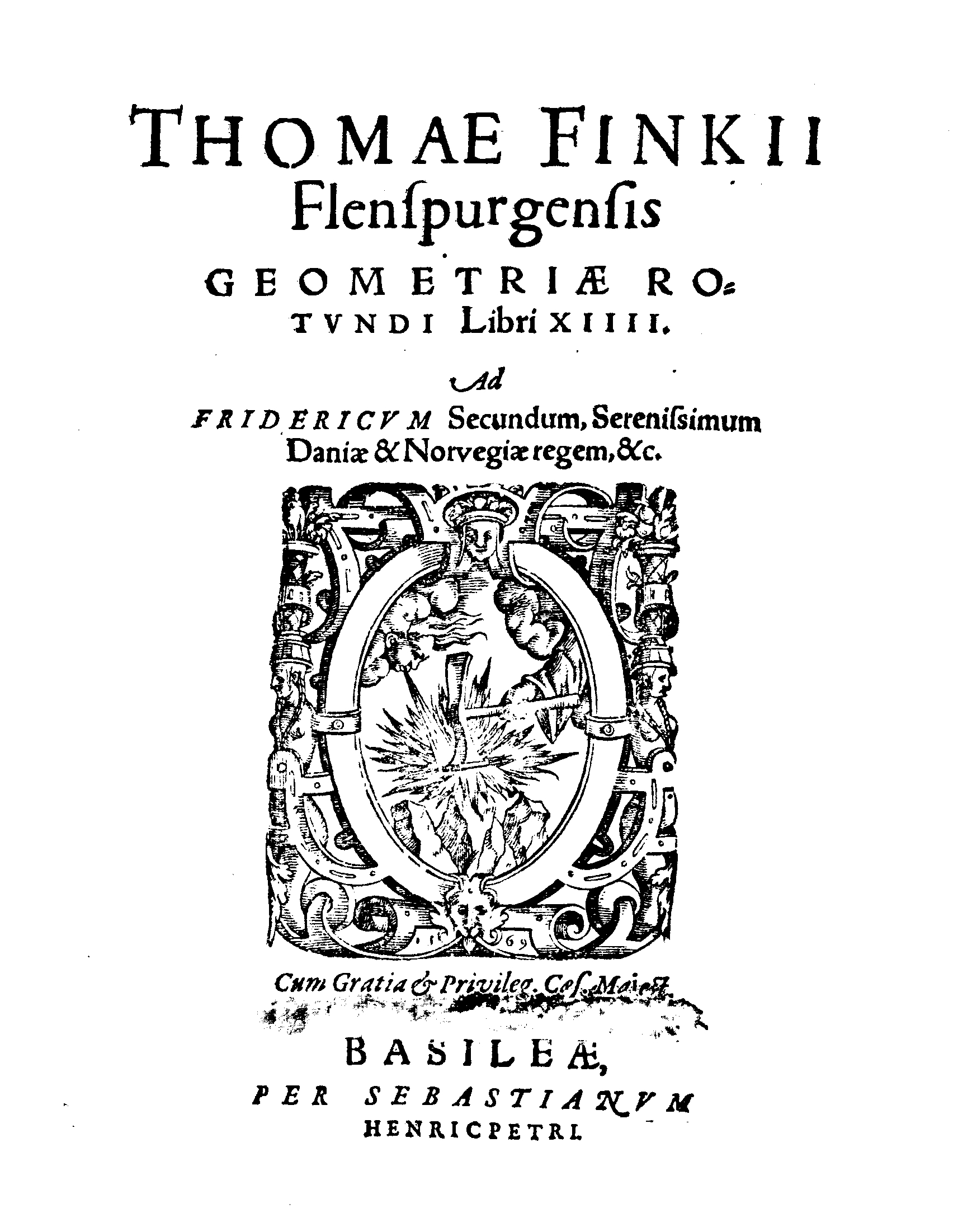
Geometriae rotundi libri XIIII, 1583

シュレースヴィヒ公国のフレンスブルクで、Councillor Jacob FinckeとAnna Thorsmedeの間に生まれる。フレンスブルクで初等教育を受けた。1577年から、ストラスブール大学で5年間、数学、修辞学、その他の哲学を勉強した。
フィンケの現在まで残る業績は1583年の著書 Geometria rotundi にある。この著書において、タンジェントとセカントという三角関数の用語を導入した。1590年、コペンハーゲン大学の数学教授となった。1603年には医学の教授職も取得している。

## 私生活
Ivaria Jungesdatter Ivers (1574-1614)と結婚した。息子のJacob Fincke (1592-1663) は物理学の教授であった。娘たちは科学者カスパー・バルトリン (1585–1629)、植物学者のJørgen Fuiren (1581-1628)、歴史家のオーレ・ヴォーム (1588-1654)、神学者のHans Brochmand(1594-1630)と結婚した。
コペンハーゲンで死去し、Vor Frue Kirkeに埋葬された。